# Centennial (Colorado)
A cidade de Centennial situa-se no Condado de Arapahoe no estado do Colorado nos Estados Unidos. A cidade pertence à Área Metropolitana de Denver-Aurora. A população da cidade era de 108.418 no Censo dos Estados Unidos de 2020, tornando Centennial o 11º município mais populoso do Colorado.